# Geolycosa lancearia
Geolycosa lancearia este o specie de păianjeni din genul Geolycosa, familia Lycosidae. A fost descrisă pentru prima dată de Mello-leitao, 1940. Conform Catalogue of Life specia Geolycosa lancearia nu are subspecii cunoscute.